# Microsoft Virtual PC
Microsoft Virtual PC är ett program som används för att skapa och köra "Virtual Machines" (Virtuella maskiner) med olika operativsystem. Dock emulerar den endast x86-arkitekturen. Virtual PC producerades från början av Connectix som 2003 köptes upp av Microsoft.
Virtual PC är numera gratis att ladda ner från Microsofts webbplats.
Virtual PC emulerar en PC-miljö där den hårdvara som emuleras är en Pentium III-processor med ett Intel 440BX-chipset, ett standard SVGA-kort, ett BIOS från American Megatrends och ett ljudkort från Creative Labs.
Den första versionen av Virtual PC var utvecklad för Macintosh och lanserades juni 1997. Fyra år senare släpptes den första versionen av Virtual PC för Microsoft Windows.
Virtual PC 2007 kan emulera både 32-bitars och 64-bitars operativsystem.

## Versioner

### Virtual PC för PC
Operativsystem som kan köras:
- MS-DOS
- Windows 95
- Windows 98
- Windows Me
- Windows 2000
- Windows XP
- Windows Server 2003
- Windows Vista (32-bit)
- OS/2

### Virtual PC för Mac
Emulerar Intel-baserad PC-miljö i Mac OS på PowerPC men de fungerar inte på Intel-baserade Macar.